# 三橋和史
三橋 和史（みはし かずし、1988年〈昭和63年〉12月22日 - ）は、日本の政治家、弁護士。奈良県香芝市長（1期）。元奈良市議会議員（1期）。

## 来歴
大阪府大阪市西区生まれ。2000年に大阪府八尾市から奈良県香芝市に転居する。香芝市立下田小学校、香芝市立香芝中学校、奈良県立奈良高等学校、明治大学政治経済学部政治学科卒業。大学では雄弁部に所属した。2011年、南都銀行入行。2014年に退職し奈良県庁入庁。
2017年の奈良市議会議員選挙に日本維新の会公認で立候補し、初当選する。翌年に維新を離党。
2021年、大阪大学大学院高等司法研究科修了。同年6月1日、任期満了に伴う奈良市長選（7月4日告示、11日投開票）への立候補を表明。奈良市長選では一部の自民党県議からの支援も得たが、候補者5人中3位で落選。
2022年、弁護士開業。
2024年4月2日、任期満了に伴う香芝市長選（5月12日告示、同19日投開票）への立候補を表明。市長選では現職で立憲民主党、日本維新の会県総支部、国民民主党が推薦する福岡憲宏、前市長の吉田弘明らとの混戦となったが、三橋が福岡を約1,000票差で振り切り、初当選した。
※当日有権者数：63,288人 最終投票率：43.22%（前回比：0.13pts）
| 候補者名 | 年齢 | 所属党派 | 新旧別 | 得票数  | 得票率 | 推薦・支持                                           |
| -------- | ---- | -------- | ------ | ------- | ------ | ---------------------------------------------------- |
| 三橋和史 | 35   | 無所属   | 新     | 9,215票 | 34.17% |                                                      |
| 福岡憲宏 | 50   | 無所属   | 現     | 8,187票 | 30.36% | （推薦）立憲民主党、日本維新の会県総支部、国民民主党 |
| 吉田弘明 | 63   | 無所属   | 元     | 7,542票 | 27.97% |                                                      |
| 中瀬弘   | 72   | 無所属   | 新     | 2,021票 | 7.50%  |                                                      |

## 人物
- 中学生の時に、教諭に「人々の役に立てる職業を選びなさい」と言われたことや[8]、小泉純一郎首相（当時）への憧れから政治家を志した[2]。一方で明治大学政治経済学部在学中は「小泉改造内閣の功罪」を分析し、「賛否両論あると分かり、物事は深く見る必要があると感じた」と振り返っている[9]。
- 尊敬する政治家は斎藤隆夫[9]。
- 家族は妻、子供3人[9]。